# Karl Albert Hasselbalch
Karl Albert Hasselbalch, född 1 november 1874 i Aastrup socken, Danmark, död 19 september 1962, var en dansk läkare och kemist. Han var (tillsammans med Christian Bohr, fader till Niels Bohr) pionjär inom användandet av pH-mätningar i medicinska sammanhang och han beskrev hur blodets affinitet för syrgas berodde på koncentrationen av koldioxid. Han var också den förste med att fastställa  pH-värdet för blod.
1916 utvecklade han den ekvation, som Henderson 1908 ställt upp för kolsyras buffertverkan, till logaritmisk form och med utnyttjande av Sørensens år 1909 införda pH-beteckning. Denna ekvation är sedan dess känd som Henderson-Hasselbalch-ekvationen eller buffertformeln. 